# Careproctus continentalis
Careproctus continentalis är en fiskart som beskrevs av Anatoly Petrovich Andriashev och Prirodina, 1990. Careproctus continentalis ingår i släktet Careproctus och familjen Liparidae. Inga underarter finns listade.